# Mahmoud Jibril
Mahmoud Jibril (sinh ngày 28 tháng 5 năm 1952) là một nhà chính trị Libya hiện đang giữ chức chủ tịch Liên minh các lực lượng dân tộc Libya. Tháng 7 năm 2012, Liên minh Các lực lượng dân tộc, dẫn dắt bởi Mahmoud Jibril, giành đa số ghế trong cuộc bầu cử Quốc hội Libya, cuộc bầu cử đầu tiên kể từ khi chính quyền Gaddafi bị lật đổ.
Ông đã giữ chức thủ tướng lâm thời Libya trong 7,5 tháng từ 25/3-23/10/2011 trong thời kỳ nội chiến Libya. Ông đã là chủ tịch ban chấp hành Hội đồng Chuyển tiếp Quốc gia Libya.
Ông đã tốt nghiệp ngành khoa học chíbh trị và kinh tế tại đại học Cairo năm 1975, giành bằng thạc sĩ ngành khoa học chính trị năm 1988 và sau đó là tiến sĩ, cả hai bằng đều từ đại học Pittsburgh.